# Derck de Vilder
Derck de Vilder, född den 23 november 1998 i Amsterdam, är en nederländsk landhockeyspelare.

## Karriär
Derck de Vilder ingick i Nederländernas landhockeylag som tog guld vid OS 2024.